# Pagnacco
Pagnacco est une commune italienne de la province d'Udine dans la région Frioul-Vénétie Julienne en Italie.

## Administration
| Période                                  | Période | Identité | Étiquette | Qualité |
| ---------------------------------------- | ------- | -------- | --------- | ------- |
|                                          |         |          |           |         |
| Les données manquantes sont à compléter. |         |          |           |         |

### Hameaux
Castellerio, Fontanabona, Lazzacco, Modoletto, Plaino, Zampis

### Communes limitrophes
Colloredo di Monte Albano, Martignacco, Moruzzo, Tavagnacco, Tricesimo

## Jumelages
- Celldömölk (Hongrie)